# Municipio de Lake Washington
El municipio de Lake Washington (en inglés: Lake Washington Township) es un municipio ubicado en el condado de Eddy en el estado estadounidense de Dakota del Norte. En el año 2010 tenía una población de 27 habitantes y una densidad poblacional de 0,29 personas por km².

## Geografía
El municipio de Lake Washington se encuentra ubicado en las coordenadas 47°42′13″N 98°44′30″O / 47.70361, -98.74167. Según la Oficina del Censo de los Estados Unidos, el municipio tiene una superficie total de 93.04 km², de la cual 82,37 km² corresponden a tierra firme y (11,47 %) 10,67 km² es agua.

## Demografía
Según el censo de 2010, había 27 personas residiendo en el municipio de Lake Washington. La densidad de población era de 0,29 hab./km². De los 27 habitantes, el municipio de Lake Washington estaba compuesto por el 100 % blancos. Del total de la población el 0 % eran hispanos o latinos de cualquier raza.